# Опочецкая волость
Опочецкая волость — административно-территориальная единица в составе Опочецкого уезда Псковской губернии РСФСР в 1924 — 1927 годах. Центром был город Опочка.
В рамках укрупнения дореволюционных волостей губернии, Опочецкая волость была образована в соответствии с декретом ВЦИК от 10 апреля 1924 года из упразднённых из Жадринской, Петровской, Старицкой, южного угла Пушкинской и части Полянской волостей и разделена на сельсоветы: Жадринский, Крулихинский, Лобовский, Матюшкинский, Петровский, Пригородный, Рясинский. В конце 1925 года были образованы Гривский и Любимовский сельсоветы, в январе 1927 года — Варыгинский, Высоковский, Звонский, Колыхновский, Кудкинский сельсоветы, в июле 1927 года — Барабанский, Каресельский, Матвеевский, Ноеосельский, Полеевский сельсоветы. Тогда же Жадринский сельсовет был упразднён.
В рамках ликвидации прежней системы административно-территориального деления РСФСР (волостей, уездов и губерний), Опочецкая волость была упразднена в соответствии с Постановлением Президиума ВЦИК от 1 августа 1927 года, а её территория передана в состав новообразованного Опочецкого района Псковского округа Ленинградской области.